# SMS Sankt Georg
O SMS Sankt Georg foi o terceiro e último cruzador blindado operado pela Marinha Austro-Húngara. Sua construção começou em março de 1901 nos estaleiros do Arsenal Naval de Pola e foi lançado ao mar em dezembro de 1903, sendo comissionado na frota austro-húngara em julho de 1905. Era armado com uma bateria principal composta por dois canhões de 240 milímetros montados em duas torres de artilharia únicas, possuía um deslocamento carregado de mais de oito mil toneladas e conseguia alcançar uma velocidade máxima de 22 nós (41 quilômetros por hora).
O Sankt Georg serviu principalmente nas esquadras de reserva e treinamento durante tempos de paz, geralmente alternando com o SMS Kaiser Karl VI. Em 1907 viajou aos Estados Unidos para participar da Exposição de Jamestown. Teve muito pouco o que fazer durante a Primeira Guerra Mundial, pois a frota austro-húngara permaneceu a maior parte de seu tempo ancorada em suas bases navais. As exceções foram em maio de 1915, quando participou do Bombardeio de Ancona, e em maio de 1917, quando proporcionou suporte durante a Batalha do Estreito de Otranto.
A tripulação do Sankt Georg e de vários outros navios de guerra austro-húngaros ficaram cansadas da guerra e dos longos períodos de inatividade, o que levou ao Motim de Cátaro em fevereiro de 1918. O motim foi rapidamente subjugado pela chegada de outras unidades leais ao govenro e o Sankt Georg e outras embarcações obsoletas foram descomissionadas, a fim de tentar reduzir o número de navios sem uso. A Áustria-Hungria perdeu a guerra e, sob os termos do Tratado de Saint-Germain-en-Laye de 1919, o cruzador foi entregue para o Reino Unido e desmontado em 1920.

## Desenvolvimento
A Marinha Austro-Húngara começou a experimentar no final da década de 1880 com as ideias da francesa Jeune École, que sugeria que flotilhas de barcos torpedeiros baratos poderiam defender um litoral eficientemente contra uma frota de couraçados. O vice-almirante barão Maximilian Daublebsky von Sterneck, o comandante da marinha, liderou a decisão de adotar essa estratégia, que envolvia a construção de cruzadores para apoiar as flotilhas de barcos torpedeiros; estes cruzadores foram chamados de "cruzadores abalroadores". Opositores de Sterneck uniram-se em 1891 e o forçaram a adiar a construção de mais cruzadores em favor de novos navios capitais, que tornaram-se os navios de defesa de costa da Classe Monarch. Um novo cruzador só foi autorizado em 1895, tornando-se o SMS Kaiser Karl VI.
Planejamento para o próximo cruzador blindado, chamado provisoriamente de "Cruzador Abalroador E", começou em 1899. O projeto inicial foi preparado em julho, representando um pequeno melhoramento em relação ao Kaiser Karl VI, com dois canhões de 149 milímetros a mais na bateria secundária. A equipe de projeto começou em abril de 1900 a considerar a possibilidade de aumentar a bateria secundária para 190 milímetros, porém a maioria dos oficiais mais graduados preferiam a cadência de tiro maior da arma de 149 milímetros. Duas novas propostas foram apresentadas, ambas mantendo os canhões de 149 milímetros. A primeira proposta mantinha o arranjo de duas torres de artilharia individuais para a bateria principal que tinha sido usado nos cruzadores blindados anteriores, mas relocava as armas secundárias para uma bateria central no convés superior, logo atrás da torre de comando, em vez das casamatas tradicionais. A segunda proposta adotava uma única torre de artilharia dupla na proa para a bateria principal, com as armas secundárias ficando mais para a popa.
A construção da italiana Classe Giuseppe Garibaldi, que era armada com canhões de 254 e 203 milímetros, fez os austro-húngaros reconsiderarem sua preferência pelo canhão de 149 milímetros. Outro projeto incorporando as armas de 190 milímetros foi apresentado; como meio-termo, ele mantinha quatro canhões de 149 milímetros, que foram colocados em casamatas no convés principal ao lado das torres de artilharia. Os dois canhões de 240 milímetros foram montados em uma torre de artilharia dupla na proa, enquanto um único canhão de 190 milímetros foi colocado em uma torre na popa. Outros quatro canhões de 190 milímetros foram montados em casamatas a meia-nau. O projeto foi aprovado e se tornou o Sankt Georg. O projeto finalizado representou uma melhoria significativa em relação ao Kaiser Karl VI, tendo um armamento mais pesado, aproximadamente mil toneladas a mais de deslocamento, dois nós (3,7 quilômetros por hora) mais rápido e mais bem protegido com o uso de blindagem Krupp em vez de aço Harvey.

## Características

### Gerais e maquinário

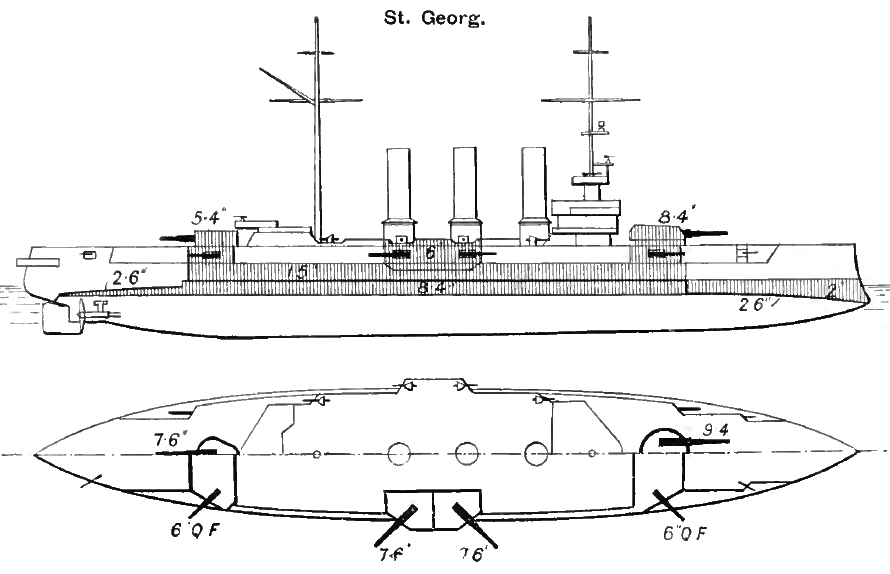
Desenho do Sankt Georg

O Sankt Georg tinha 123,23 metros de comprimento da linha de flutuação e 124,3 metros de comprimento de fora a fora. Sua boca era de 19,01 metros e seu calado podia chegar a 6,83 metros. Seu deslocamento projetado ficava em 7 406 toneladas, enquanto o deslocamento carregado ficava em até 8,2 mil toneladas. Sua tripulação consistia em 630 oficiais e marinheiros. Ele foi equipado com dois mastros de poste para observação, já a direção da embarcação era controlada por um único leme.
O sistema de propulsão consistia em dois motores a vapor de tripla-expansão com quadro cilindros que giravam duas hélices. O vapor para os motores vinha de doze caldeiras Yarrow de tubos d'água cuja exaustão era evacuada por três chaminés na linha central do navio. Os motores tinham uma potência indicada de quinze mil cavalos-vapor (onze mil quilowatts) para uma velocidade máxima de 22 nós (40,74 quilômetros por hora). O Sankt Georg conseguiu alcançar 22,01 nós (40,76 quilômetros por hora) a partir de 17 271 cavalos-vapor (11 388 quilowatts). A embarcação podia carregar 610 toneladas de carvão normalmente e até mil toneladas em guerra. Este último valor permitia uma autonomia de 4,5 mil milhas náuticas (8,3 mil quilômetros) a uma velocidade de cruzeiro de dez nós (dezenove quilômetros por hora).

### Armamento e blindagem
O Sankt Georg era armado com uma bateria principal de dois canhões G. calibre 40 de 240 milímetros montados em uma única torre de artilharia dupla na frente da superestrutura. Estas armas disparavam projéteis de 229 quilogramas a uma velocidade de saída de 725 metros por segundo e a uma distância máxima de dez quilômetros. Cada canhão foi fabricado pela Škoda-Werken e tinha a disposição quarenta projéteis altamente explosivos e quarenta projéteis perfurantes. Os dois canhões ficavam em uma torre girada eletricamente que podia se elevar até vinte graus e abaixar até quatro graus negativos. O armamento de alto calibre era complementado por cinco canhões G. calibre 42 de 190 milímetros e quatro canhões calibre 40 de 149 milímetros, todos montados individualmente em casamatas com exceção de um canhão de 190 milímetros, que ficava em uma torre de artilharia única na popa. O cruzador carregava 120 projéteis para cada arma de 190 milímetros e 180 projéteis para os canhões de 149 milímetros.
Uma bateria de nove canhões calibre 45 de 66 milímetros, seis canhões de disparo rápido calibre 44 de 47 milímetros e dois canhões de disparo rápido calibre 33 de 37 milímetros proporcionavam a defesa de curta distância contra barcos torpedeiros. As armas de 66 milímetros tinham uma cadência de tiro de vinte disparos por minuto, com cada canhão recebendo quatrocentos projéteis. Os canhões de 47 milímetros tinham uma cadência de tiro de 25 disparos por minuto e geralmente tinham a disposição quinhentos projéteis. O navio também levava armas menores, incluindo duas metralhadoras de 8 milímetros e dois canhões de desembarque calibre 18 de 66 milímetros. Um canhão antiaéreo Škoda K10 de 66 milímetros foi instalado em 1916. O Sankt Georg também era equipado com dois tubos de torpedo de 450 milímetros, um em cada lateral.
O cinturão principal de blindagem tinha 210 milímetros de espessura na parte central onde protegia os depósitos de munição e salas de máquinas, reduzindo-se para 165 milímetros nas extremidades. Anteparas transversais de 190 milímetros de espessura fechavam o cinturão em cada extremidade. Tinha um convés blindado entre 36 e cinquenta milímetros de espessura. Suas duas torres de artilharia tinham frentes de 210 milímetros, enquanto a torre de comando tinha laterais de duzentos milímetros.

## História

### Tempos de paz

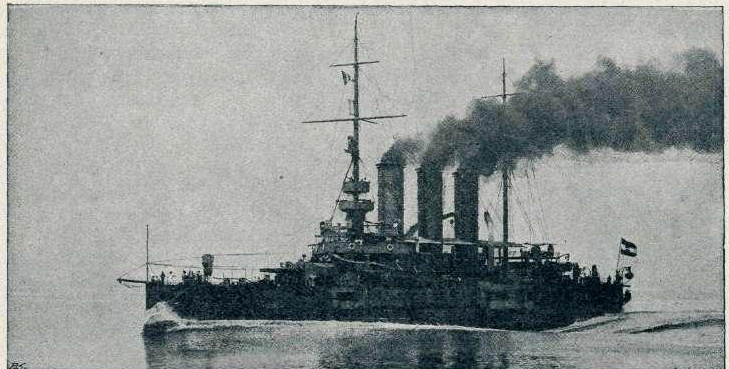
O Sankt Georg em 1905

O batimento de quilha do Sankt Georg ocorreu em 11 de março de 1901 no Arsenal Naval de Pola, sendo lançado ao mar em 8 de dezembro de 1903 e comissionado na frota austro-húngara em 21 de julho de 1905. Desde sua entrada em serviço a embarcação serviu frequentemente na esquadra de treinamento junto dos três navios de defesa de costa da Classe Monarch, porém ela alternava esses deveres na esquadra com o Kaiser Karl VI. Os navios da esquadra de treinamento eram geralmente desmobilizados ao final da temporada anual de treinamento e colocados na esquadra de reserva, que era mantida em estado de prontidão parcial.
O Sankt Georg e o cruzador protegido SMS Aspern foram enviados para os Estados Unidos em abril de 1907 para representarem a Áustria-Hungria na Exposição de Jamestown, um evento especial em comemoração ao aniversário de trezentos anos do estabelecimento da colônia de Jamestown, o primeiro assentamento inglês permanente na América do Norte. Além das celebrações em Jamestown, o Sankt Georg também visitou Annapolis e Nova Iorque. Além dos austro-húngaros, a participação internacional também contou com navios de guerra do Reino Unido, Japão, Alemanha, França, Itália e vários outros países. O evento começou em 26 de abril e pelas duas semanas seguintes as tripulações de muitas das embarcações, incluindo do Sankt Georg, competiram em várias corridas de iatismo e remo. Das dezoito corridas, a tripulação do cruzador venceu duas, ficando na sexta posição geral.

### Primeira Guerra
O arquiduque Francisco Fernando, herdeiro presuntivo do trono austro-húngaro, foi assassinado em 28 de junho de 1914; isto levou à Crise de Julho e consequentemente ao início da Primeira Guerra Mundial em 28 de julho. O cruzador de batalha alemão SMS Goeben e o cruzador rápido SMS Breslau procuraram a proteção da Marinha Austro-Húngara, assim o vice-almirante Anton Haus enviou sua frota, incluindo o Sankt Georg, para o sul em 7 de agosto com o objetivo de ajudar os alemães. O contra-almirante Wilhelm Souchon, comandante do Goeben, pretendia usar a movimentação austro-húngara para distrair a Frota do Mediterrâneo britânica em perseguição, conseguindo assim levar seus navios para Constantinopla, capital do Império Otomano. As embarcações austro-húngaras retornaram para o porto sem nunca terem enfrentado a força britânica.
A Itália declarou guerra contra os Impérios Centrais em 23 de maio de 1915 e toda a frota austro-húngara partiu para bombardear o litoral italiano. O Sankt Georg atacou a cidade de Rimini com dois barcos torpedeiros. Ele danificou uma ponte ferroviária e nunca foi confrontado por inimigos. Os austro-húngaros rapidamente retornaram para sua estratégia anterior de atuar como uma frota de intimidação, o que prenderia forças navais Aliadas na região. Haus esperava que barcos torpedeiros e minas navais poderiam ser usadas para reduzir a superioridade numérica da frota italiana antes que uma batalha decisiva pudesse ser travada. O Sankt Georg passou a maior parte da guerra na Flotilha de Cruzadores em Cátaro, porém era muito lento para operar junto com os cruzadores de reconhecimento da Classe Novara, que realizavam a maior parte das operações ofensivas.

#### Estreito de Otranto

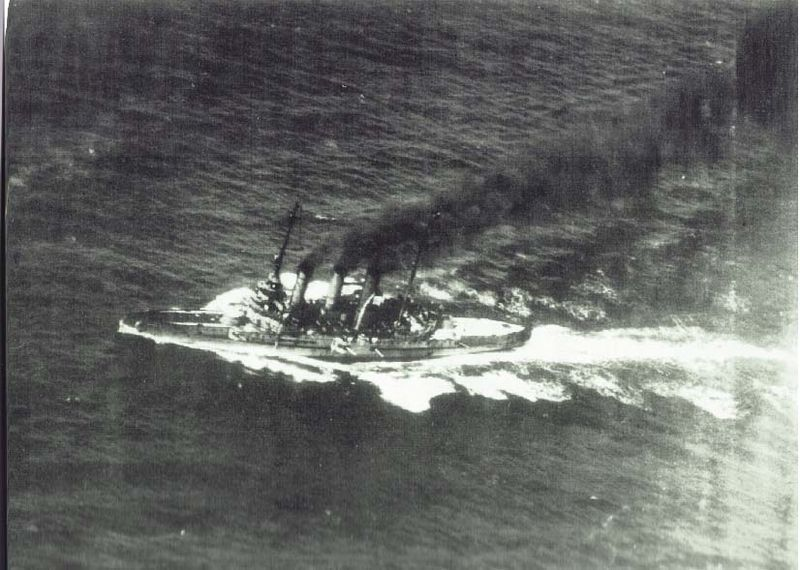
O Sankt Georg durante a guerra

Os cruzadores de reconhecimento SMS Novara, SMS Saida e SMS Helgoland, sob o capitão Miklós Horthy, atacaram a Barragem de Otranto no sul do Mar Adriático em 15 de maio de 1917 na Batalha do Estreito de Otranto, com o Sankt Georg sendo enviado para ajudar as embarcações. Os três completaram seu ataque às defesas Aliadas e então navegaram para o norte, sendo enfrentados por navios de guerra britânicos e italianos. Horthy pediu reforços, que levou à surtida do Sankt Georg junto com dois contratorpedeiros e quatro barcos torpedeiros. Os austro-húngaros esperavam que o Sankt Georg pudesse afundar os frágeis cruzadores rápidos inimigos.
O Novara, enquanto o Sankt Georg ainda estava à caminho, foi atingido por disparos do cruzador rápido britânico HMS Dartmouth. Estes acertos danificaram suas caldeiras e diminuíram significativamente sua velocidade. O Novara pouco depois ficou totalmente imóvel, porém por volta do mesmo momento, aproximadamente 11h00min da manhã, a maioria dos navios Aliados encerraram o confronto e recuaram por terem avistado no horizonte a fumaça dos reforços austro-húngaros. O Sankt Georg nesse momento ainda estava a 25 milhas náuticas (46 quilômetros) de distância. Vários contratorpedeiros italianos se aproximaram para atacar o Novara, Saida e Helgoland enquanto os outros navios Aliados recuavam. Disparos austro-húngaros os afastaram e eles recuaram por volta das 12h07min junto com o resto das embarcações anglo-italianas. O Sankt Georg chegou e o Saida rebocou o Novara de volta para o porto. Os quatro cruzadores entraram em uma formação de linha, com o Sankt Georg na retaguarda a fim de dar cobertura para os outros. O antigo navio de defesa de costa SMS Budapest e outros três barcos torpedeiros fortaleceram a escolta durante a tarde.

#### Motim de Cátaro

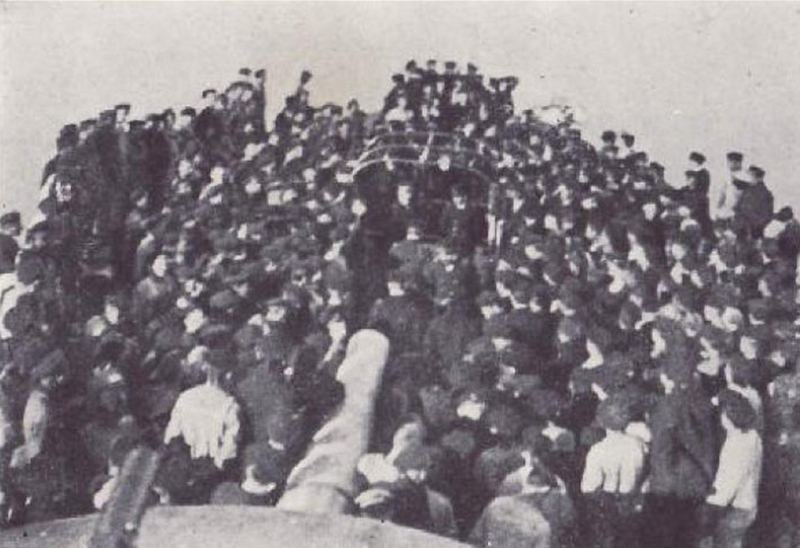
Rendição dos tripulantes do Sankt Georg ao final do Motim de Cátaro

Os longos períodos de inatividade começaram a desgastar as tripulações de vários dos navios ancorados em Cátaro no início de 1918, incluindo do Sankt Georg, que na época era a capitânia do contra-almirante Alexander Hansa. Um motim, chamado de Motim de Cátaro, estourou em 1º de fevereiro, começando a bordo do Sankt Georg. Um marinheiro atirou na cabeça do oficial executivo do navio, ferindo-o seriamente, enquanto amotinados tomaram controle do cruzador. Eles então rapidamente assumiram o controle do Kaiser Karl VI e a maioria das embarcações no porto. Houve alguma resistência contra os tripulantes amotinados; os operadores de telegrafia sem fio do Sankt Georg impediram que uma mensagem anunciando o motim fosse transmitida para o resto da frota, enquanto as tripulações dos navios mais ativos de forma geral se opuseram. Um impasse começou entre os navios rebeldes e legalistas: o contratorpedeiro SMS Csepel apontou seus torpedos para o Sankt Georg, porém foi chamado de volta pelo chefe do estado-maior de Hansa. O capitão de fragata Erich Heyssler, o oficial comandante do Helgoland, começou a se preparar para também apontar seus torpedos contra o Sankt Georg, porém este apontou seus canhões de 240 milímetros contra o Helgoland, o que fez Heyssler recuar.
Os amotinados emitiram uma longa lista de exigências, incluindo períodos mais longos de licença, melhor alimento e até mesmo o fim da guerra, muito baseados nos Quatorze Pontos do presidente norte-americano Woodrow Wilson. Baterias costeiras leais ao governo abriram fogo no dia seguinte contra o SMS Kronprinz Erzherzog Rudolf, o que fez com que muitos dos navios amotinados abandonassem seus esforços. Os cruzadores de reconhecimento e depois a maioria dos barcos torpedeiros logo escaparam da mira das embarcações amotinadas, seguidos pelos navios maiores. Ao final do dia, apenas aqueles o Sankt Georg e alguns contratorpedeiros e barcos torpedeiros mantiveram a revolta. Os pré-dreadnought da Classe Erzherzog Karl chegaram na manhã de 3 de fevereiro, o que convenceu os últimos amotinados a se renderem. Julgamentos dos líderes logo começaram e quatro homens foram executados, incluindo o marinheiro que atirou no oficial executivo do Sankt Georg.

### Destino
A maioria dos navios obsoletos da Marinha Austro-Húngara, incluindo o Sankt Georg, foram descomissionados após o Motim de Cátaro a fim de reduzir o número de embarcações inativas. A Áustria-Hungria assinou o Armistício de Villa Giusti com a Itália em 3 de novembro, encerrando sua participação na guerra. O Sankt Georg acabou entregue ao Reino Unido como prêmio de guerra sob os termos do Tratado de Saint-Germain-en-Laye. Foi vendido para quebra-navios na Itália e desmontado após 1920.